# 刘罗辰
刘罗辰（?—?），出身獨孤部，北魏道武帝拓跋珪的劉贵人（宣穆皇后，明元帝拓跋嗣的母亲）之兄。北部大人刘眷第二子，帅部落归魏。刘罗辰有智谋，对刘眷说：“堂兄刘显，残忍的人，应该早除。”刘眷不以为意。刘显杀刘眷而立，又要害拓跋珪。拓跋珪即位，在马邑讨伐刘显，至弥泽大破刘显。刘显投奔慕容麟，慕容麟将他迁徙到中山，刘罗辰率骑兵投奔拓跋珪。刘显自恃部众之强，对拓跋珪不利的事，刘罗辰都先告知。拓跋珪以刘罗辰为南部大人。跟随拓跋珪平定中原，赐爵永安公，官至征东将军、定州刺史。去世后谥号敬。

## 延伸阅读
[在维基数据编辑]
 《魏書/卷83上》，出自魏收《魏书》